# Alessandro Marchetti
Alessandro Marchetti (16 de junio de 1884 Cori – 5 de diciembre de 1966 Busto Arsizio) fue un ingeniero y diseñador de aviones italiano. Se hizo famoso por el diseño del hidrocanoa catamarán Savoia-Marchetti S.55, que completó una serie de épicas travesías en formación del Atlántico en la década de 1930 y, por la familia de aviones terrestres trimotores que comenzó con el Savoia-Marchetti S.73, terminando con el Savoia-Marchetti SM.84 y que se convertirían en algo típico de la aviación italiana tanto civil como militar durante más de quince años.

## Biografía
Su padre, Vincenzo, era ingeniero y su madre Giulia Canevari, hija del ingeniero Raffaele Canevari, diseñador y constructor de algunas de las obras de infraestructura más importantes de la Italia posterior a la unificación. Los intereses de Marchetti se canalizaron hacia un curso de estudios funcional a sus intereses y, después de la escuela secundaria y los estudios clásicos, se licenció en ingeniería en la Università di Roma La Sapienza en 1908.

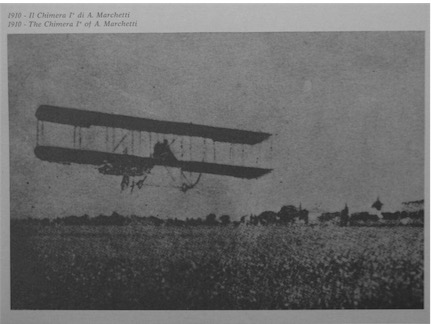
Aeroplano Chimera de A. Marchetti

En 1909 estuvo presente en las demostraciones de Wilbur Wright con su Flyer en el aeródromo de Roma-Centocelle donde, el recién formado Club degli Aviatori había organizado vuelos de exhibición en los que había participado el propio rey. El evento estimuló aún más su pasión por los aeroplanos y, finalmente, en mayo de 1911, después de haber convencido en 1910 a su padre para financiar el proyecto, termina la construcción de su primer avión, el 'Chimera' (Quimera) construido en madera de abeto americano sin nudos, propulsado por un motor de 30 hp fabricado parcialmente de aluminio y, por tanto, especialmente ligero.

## Los comienzos

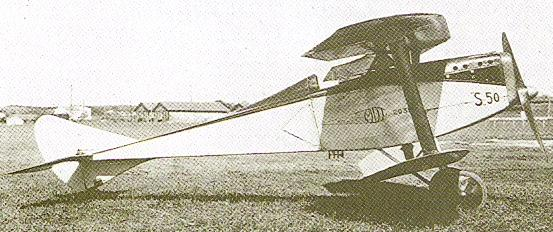
Marchetti MVT (S.50)

Llamado al servicio militar en 1915, cuando Italia entró en la Primera Guerra Mundial, fue destinado primero, como oficial técnico, a los escuadrones de observación de aviación para la artillería, para más tarde ser destinado a las fábrica de arma Vickers-Terni como diseñador. 
Marchetti, por tanto, inició su actividad laboral en 1917 en la compañía Vickers-Terni en La Spezia, especializada en la producción de artillería naval y terrestre.
En 1918, mientras aún se libran las fases finales de la I Guerra Mundial, la necesidad de disponer de nuevos aviones de combate a disposición de los departamentos de vuelo del Ejército Real impulsó al ingeniero Alessandro Marchetti a iniciar el proyecto de un innovador avión con la creación del Marchetti MVT (Marchetti-Vickers-Terni), posteriormente identificado como SIAI S.50 un innovador caza íntegramente metálico que en el bienio 1918-19 obtuvo varios récords de velocidad para aviones terrestres, alcanzando la velocidad de 278 km/h, 50 km/h más que los récords de los veloces Ansaldo S.V.A. del Vuelo sobre Viena y de los propios SPAD franceses. Sin embargo, no fue autorizada su producción a consecuencia del término de la contienda. 
La Società Idrovolanti Alta Italia - SIAI

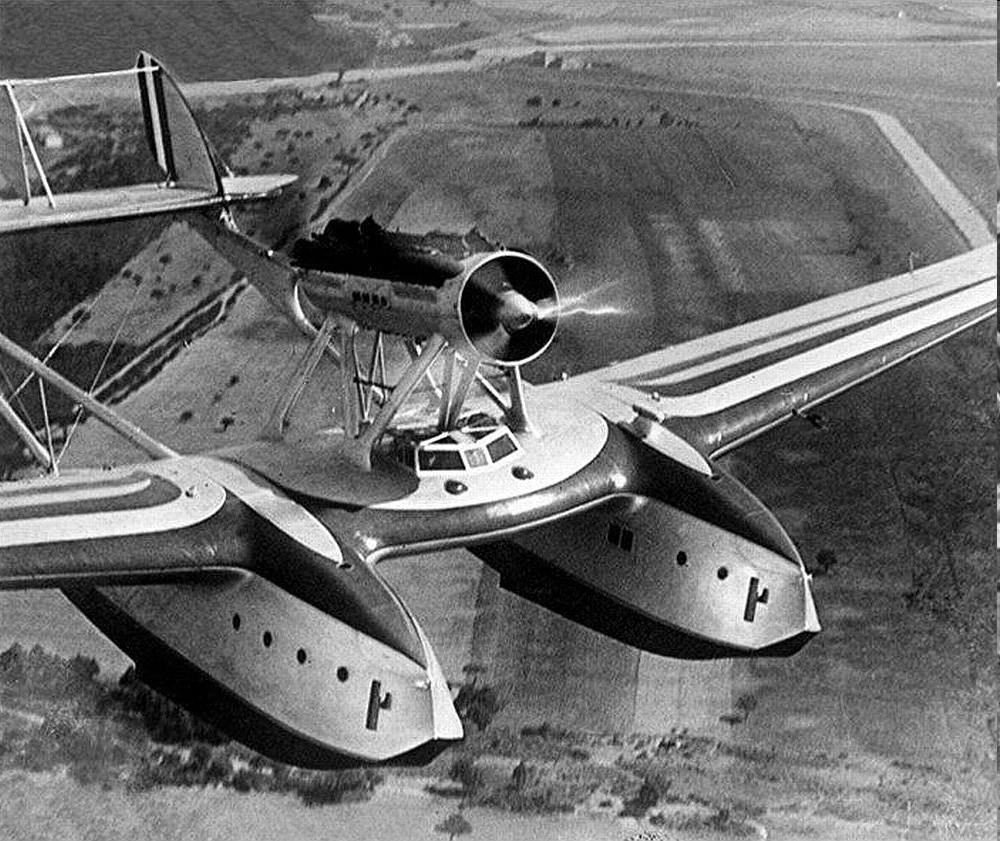
Savoia Marchetti S.55

El año 1921 fue un punto de inflexión en su trayectoria, de hecho, gracias al apoyo financiero de su padre, al que convenció para invertir, firmó en 1922 un acuerdo para tomar el control de la Società Idrovolanti Alta Italia - SIAI-Savoia que aumentó su capital social de 2 a 3 millones de liras y, se convirtió en Codirector General y Director Técnico de la sociedad, y que, más tarde, actualizó su razón social a SIAI (Società Italiana Aeroplani e Idrovolanti) - Marchetti y luego, al no fabricar mas aviones marinos en Savoia-Marchetti (SM). Aunque algunas fuentes consideran que tales siglas corresponden a SIAI-Marchetti.
Los primeros años fueron difíciles y la sociedad operaba con pérdidas. Sin embargo, la empresa construyó sus aviones más importantes de los años siguientes. Con el lanzamiento en 1924 del hidrocanoa catamarán Savoia-Marchetti S.55, que en 1926 estableció catorce récords mundiales de velocidad, altitud y distancia, famoso por sus épicas travesías en formación del Atlántico y Mediterráneo - véase Italo Balbo - y, cuyo lugar en la historia de la aviación está determinado no solo por récords y vuelos, sino también por sus originales soluciones de diseño. Gracias a este hidrocanoa y al posterior (1927) Savoia-Marchetti S.59 del que se construyeron más de 200 ejemplares su balance se recuperó y la empresa empezó a prosperar. Otro hito importante para la firma fue la aparición en 1934 del bombardero/torpedero trimotor SM.79 Sparviero, quizás, el avión militar italiano más publicitado de todos los usados por la Regia Aeronautica durante la Segunda Guerra Mundial.

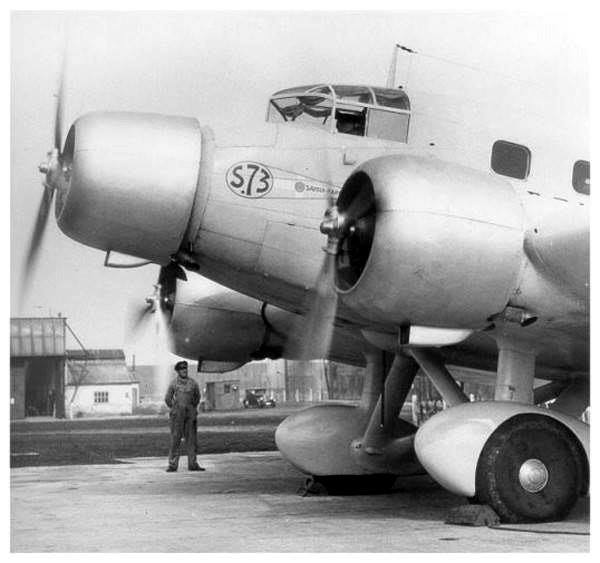
Savoia-Marchetti S.73

Desarrollo en paralelo de una versión comercial del bombardero designada Savoia-Marchetti SM.81. El Savoia-Marchetti S.73 fue el primero de la "generación" de trimotores diseñados por Alessandro Marchetti, proyecto, que se remonta a 1933, cuando la empresa decidió diferenciar su producción, centrada principalmente en los hidrocanoas S.55, S.59 y S.66 hasta entonces. Los aviones S.73 fueron de gran importancia tanto para sus operadores italianos (Ala Littoria), como belgas (Sabena) y checoslovacos ((ČSA).
En este período el nombre Savoia-Marchetti comenzó a extenderse de manera no oficial por la empresa, mientras que las iniciales de las aeronaves continuaron siendo la S. El famoso binomio SM se introdujo más tarde, en 1937, tanto porque incluso en Italia ya se había establecido la costumbre, como en Alemania y otros países, que habían adoptado asociar el nombre del diseñador con el de la aeronave, y la constructora del avión, así como que indicaba la participación de A. Marchetti en el negocio de la firma.

## Patentes
El ingeniero Marchetti, diseñador de ideas abiertas e innovadoras, se dedicó a diseñar y patentar un vehículo (helicóptero) con dos rotores contrarrotativos, coaxiales, de cuatro palas, de 17 m de diámetro, que encontró firme oposición de exponentes de la Regia Marina, dando lugar a fervientes disputas que terminaron con un desafío a un duelo (posteriormente recompuesto) lanzado contra el director superior de Ingeniería y Construcción Aeronáutica. Otra patente se refería más concretamente a "una hélice de reacción excéntrica para una incidencia periódicamente asimétrica y variable entre las palas", es decir, lo que actualmente se entiende por "plato cíclico" y que, a partir de 1939 (unos 20 años después de la patente de Marchetti), ha permitido la difusión actual del helicóptero.

## Savoia-Marchetti y sus logros
A partir de 1922 se inició la producción de modelos de última generación en tecnología aeronáutica que pronto adquirieron fama mundial, como el hidrocanoa SIAI S.16ter Gennariello con el que el tenente colonnello Francesco De Pinedo y su mecánico volaron durante 370 horas, sobrevolando tres continentes, recorriendo 55000 km desde Sesto Calende, sede de la firma hasta Melbourne, Tokio y, finalmente, Roma. Hecho por el que la Fédération Aéronautique Internationale otorgó a Pinedo su máximo galardón, la Medalla de Oro del Aire de la FAI, siendo la primera vez que otorgaba la medalla.
Fueron más de 60 los aviones diseñados por Marchetti, construidos la mayoría de ellos en grandes series. Entre ellos destacan los Savoia-Marchetti SM.79 Sparviero, SM.81 Pipistrello, SM.82 Marsupiale y SM.84, utilizados por la Regia Aeronáutica durante la II Guerra Mundial, pero también el avanzado hidrocanoa catamarán bimotor S.55 y su sucesor, el también catamarán, esta vez trimotor S.66 ; así como, la prestigiosa familia de trimotores comerciales civiles como los Savoia-Marchetti S.73, SM.75 y de la versión refinada del modelo de larga distancia SM79T, Savoia-Marchetti SM.83 que, a pesar de su diseño de construcción mixto, se caracterizaron por su alta durabilidad, robustez y fiabilidad y dieron un gran prestigio a sus rutas. Especialmente, gracias también a la innovación en el diseño de A. Marchetti y a la importante organización productiva de la compañía Savoia-Marchetti, que en aquellos años empleaba a más de 5000 operarios, Italia en los años treinta era líder y estaba en la vanguardia; incluso en comparación con la mayoría de los constructores de aeroplanos franceses, norteamericanos e incluso en diversos conceptos a los alemanes en el campo de la aeronáutica y poseedora de numerosos récords mundiales de velocidad y distancia. 
Al mismo tiempo, la fiabilidad de los aviones por él diseñados y construidos por su firma, quedó representada por el enorme éxito obtenido tanto en el aspecto tecnológico y público de los cruceros (raids) y vuelos intercontinentales. Además del uso innovador de metales ligeros, a partir del MVT de 1917, Marchetti, como gestor de una industria que operaba en el mercado mundial, era consciente del carácter estratégico y logística de suministro y por ello, de la continuidad de la producción, y un especialista en el uso de materiales no estratégicos, es decir, aquellos que Italia podría obtener sin recurrir a importaciones externas como en el caso de metales como el aluminio, níquel, magnesio y el cromo. Sus aviones fueron diseñados con un hábil uso de contrachapados y maderas de diversas variedades acopladas según las características de elasticidad o rigidez que se deseaban obtener. El uso de estructuras metálicas quedó estrictamente relegado a fines únicamente estructurales y nunca intensivos. Sólo en los últimos aviones la construcción pasó gradualmente a estructuras y revestimientos íntegramente metálicos, como los SM.133 y SM.10X, proyectos que nunca se completaron. Sus últimos proyectos construidos fueron 23 unidades del transporte cuatrimotor de alcance medio SM.95 (1943) y 21 del bimotor comercial de transporte ligero SM.102 (1949).